# 龙氏鱼属
龙氏鱼属（或称龍氏鯨頭魚屬，学名：Rondeletia）為輻鰭魚綱金眼鯛目龙氏鱼科（紅口仿鯨科）下唯一一属。

## 分類
- 雙色龍氏鯨頭魚（Rondeletia bicolor）
- 網肩龍氏魚（Rondeletia loricata）：又稱網肩龍氏鯨頭魚。